# Elanor
Estrella-sol en sindarin es una flor ficticia descrita en el legendarium del escritor 
británico J. R. R. Tolkien.

## Historia ficticia
Se trata de una flor invernal de color amarilla que crece sobre todo en  Lórien. La flor tiene forma 
de estrella colorida y, según se cuenta en El Retorno del Rey, era una planta inmortal que crecía en la colina
de Cerin Amroth

fueron a la hermosa colina de Cerin Amroth, en el corazón del país, y caminaron 

descalzos sobre la hierba inmortal entre las elanor y las niphredil que florecían en torno 

J. R. R. Tolkien, El retorno del Rey,

Samsagaz Gamyi, como jardinero que era, tenía a esta flor en alta estima, por lo que puso a su hija 
mayor Elanor Gamyi, a sugerencia de Frodo.

Y bien, Sam, ¿qué te parece elanor, la estrellasol? ¿Recuerdas, la pequeña flor de oro que crecía

en los prados de Lothlórien?
J. R. R. Tolkien, El retorno del Rey,